# Stefan Savić
Stefan Savic (ciríl·lic: Стефан Савић; nascut el 8 de gener de 1991) és un futbolista de Montenegro, que juga amb el Trabzonsport i la selecció de Montenegro com a defensa central.

## Palmarès
BSK Borça
- 1 Prva Liga Srbija: 2008-09.

Partizan
- 1 Lliga Sèrbia: 2010-11.
- 1 Copa Sèrbia: 2010-11.

Manchester City
- 1 FA Premier League: 2011-12.
- 1 Community Shield: 2012.

Atlético de Madrid
- 1 Lliga Europa de la UEFA: 2017-18.
- 1 Supercopa d'Europa: 2018.[4]
- 1 Lliga espanyola: 2020-21